# Les Scotcheuses
Les Scotcheuses est un collectif de cinéma contemporain, artisanal et militant, créé en 2013. Ce collectif tourne en Super 8.

## Description
Il s'agit d'un cinéma contemporain, artisanal et militant. Le tournage a lieu en Super 8. Le montage est réalisé avec une paire de ciseaux et des scotcheuses, d'où le nom du collectif.    
Les Scotcheuses font des films avec des collectifs en lutte pour proposer des récits sensibles qui ne soient ni du discours ni du tract militant. À chaque projet, de nouvelles personnes se joignent au collectif.  
Chaque création de film est l'occasion d'inventer et d'expérimenter une nouvelle manière de faire du cinéma.  Le projet comprend l'écriture, le tournage, le montage et la rencontre avec le public lors des projections. Les projections sont l'occasion de ciné-concert avec la présence des membres du collectif. La première projection de chaque film se déroule sur le lieu et en présence des acteurs de la lutte. 
Le collectif est constitué d'une dizaine de personnes pour les deux premiers films, une trentaine de personnes pour le film sur le projet Cigéo à Bure. 
Les décisions sont collectives. Il n'y a pas de hiérarchie : lors des tournages, les membres de l’équipe changent de poste tous les jours. Il n' a pas de sélection : toutes les bonnes volontés présentes peuvent rejoindre la fabrication du film. Il n'y a pas de division du travail : il y a transmission des techniques et du savoir-faire. 
Le collectif se met en place lors d'un premier projet en 2013, lors d'une fête des morts dans les Landes. Le film est tourné et monté en une semaine. Le deuxième film est réalisé dans le Tarn. On y suit un couple d’agriculteurs en lutte contre le puçage électronique obligatoire des brebis. Les Scotcheuses sont présentes à deux reprises sur la ZAD de Notre-Dame-des-Landes. Le collectif adopte un ton burlesque et choisit de s'approprier les codes du western. En 2014, elles réalisent Sème ton western. En 2015, elles réalisent No Ouestern. On y suit deux auto-stoppeuses qui  parcourent la ZAD avec une chambre à air de tracteur.  
Après les nuages est un projet tourné pendant quatre ans avec les opposants au projet Cigéo. Le film est une dystopie environnementale. Il décrit un monde contaminé où des personnes contrôlent, d’autres survivent, attendent, s’amusent et résistent. Le film est présenté pour sa première en octobre 2020.   
En 2017, Potemkine Films sort le DVD On fera des films comme on balance des cailloux, pour diffuser les films des Scotcheuses.

## Films
- Le Bal des absent·es, 20 min, super 8, 2013
- Anomalies, 20 min, super 8, 2013
- Sème ton western, 23 min, super 8, 2014
- No ouestern, 27 min, super 8, 2015
- absences, ciné-performance, 4min30, 2017
- Après les nuages, 40 min, super 8, 2020